# أوكنة زرقاء الأوراق
أوكنة زرقاء الأوراق (الاسم العلمي:Ochna cyanophylla) هي نوع من النباتات تتبع جنس الأوكنة من الفصيلة الأوكنية.